# Edvard 8. af Storbritannien
Edvard 8. (født Edward Albert Christian George Andrew Patrick David, 23. juni 1894 i White Lodge i Surrey, død 28. maj 1972 i Villa Windsor, Paris) var konge af Storbritannien og Nordirland og kejser af Indien fra den 20. januar 1936 til sin abdikation den 11. december 1936. Han var den anden britiske konge af huset Windsor. Edvard 8. er den eneste britiske monark, som frivilligt har afstået tronen. Kun Lady Jane Grey og Edvard 5. har regeret kortere tid, og de tre er de eneste britiske monarker, der aldrig blev kronet.

## Prins og tronfølger
Edvard blev født den 23. juni 1894 i White Lodge i Richmond Park i udkanten af London som den ældste søn af hertugen og hertuginden af York, de senere kong Georg 5. og dronning Mary af Storbritannien. Han blev udråbt til prins af Wales som 16-årig. Edvard tjente i British Army under 1. verdenskrig og tog efter krigen på flere oversøiske rejser på vegne af sin syge far.

## Konge
Edvard overtog den britiske trone ved sin fars død i 1936. Han viste sig hurtigt at være utålmodig og ignorerede ved flere lejligheder den etablerede hofprotokol og de konstitutionelle konventioner. Blot 10 måneder inde i sin regeringstid udløste Edvard en forfatningskrise, da han meddelte regeringen, at han agtede at gifte sig med den fraskilte amerikaner Wallis Simpson. Den britiske regering var af sociale og politiske årsager kraftigt imod ægteskabet. Det ville desuden gå imod Den Engelske Kirke, som Edvard i sin egenskab af konge var overhoved for. Den anglikanske lære forkyndte, at man ikke kunne gifte sig på ny, hvis ens tidligere ægtefælle var i live. Edvard vidste, at den britiske regering under premierminister Stanley Baldwin ville trække sig, hvis han gennemførte sine ægteskabsplaner. Det ville ødelægge kongens status som en politisk neutral konstitutionel monark. Edvard så derfor ingen anden udvej end at abdicere. Han blev fulgt på tronen af sin bror, Georg 6.

## Abdikation
Den 16. november 1936 mødtes Edvard med premierminister Stanley Baldwin på Fort Belvedere og udtrykte sit ønske om at gifte sig med Wallis Simpson. Premierministeren gav kongen tre muligheder: 1) Han kunne lade være med at gifte sig; 2) han kunne gifte sig mod sine ministres ønske; eller 3) han kunne abdicere. Det var klart, at Edvard ikke ville opgive Wallis. Ved at gifte sig mod rådet var det sandsynligt, at regeringen ville træde tilbage og udløse en konstitutionel krise. Premierministrene i de britiske besiddelser havde også gjort det klart, at de var imod, at kongen giftede sig med en fraskilt, mens Den Irske Fristat ikke var imod. Stillet over for denne modstand valgte Edvard at abdicere.

## Hertug af Windsor og senere liv
Efter sin abdikation blev Edvard udnævnt til hertug af Windsor. Han giftede sig med Wallis på Château de Candé ved Tours i Frankrig d. 3. juni 1937. Samme år tog parret på rundrejse i Tyskland.
Under 2. verdenskrig blev Edvard beskyldt for nazi-sympatier, og han blev efter en kort periode ved fronten udnævnt til guvernør og øverstbefalende over Bahamas. Efter krigen tilbragte Edvard og Wallis resten af deres liv i Frankrig.

## Titler og prædikater
- 23. juni 1894 - 28. maj 1898: Hans Højhed Prins Edvard af York
- 28. maj 1898 - 22. januar 1901: Hans Kongelige Højhed Prins Edvard af York
- 22. januar - 9. november 1901: Hans Kongelige Højhed Prins Edvard af Cornwall og York
- 9. november 1901 - 6. maj 1910: Hans Kongelige Højhed Prins Edvard af Wales
- 6. maj 1910 - 20. januar 1936: Hans Kongelige Højhed Hertugen af Cornwall
  - I Skotland: Hans Kongelige Højhed Hertugen af Rothesay
- 23. juni 1910 - 20. januar 1936: Hans Kongelige Højhed Prinsen af Wales
- 20. januar - 11. december 1936: Hans Majestæt Kongen
- 11. december 1936 - 8. marts 1937: Hans Kongelige Højhed Prins Edvard
- 8. marts 1937 - 28. maj 1972: Hans Kongelige Højhed Hertugen af Windsor

## Eksterne links
- Edward VIII på det britiske kongehus' officielle hjemmeside
- Edward VIII på BBC Historys hjemmeside

| Edvard 8.Huset WindsorSidelinje af Huset WettinFødt: 23. juni 1894 Død: 28. maj 1972 |                                                 |                         |
| Titler som regent                                                                    |                                                 |                         |
| Foregående: Georg 5.                                                                 | Konge af Storbritannien og Nordirland 1936–1936 | Efterfølgende: Georg 6. |
| Kongelige og fyrstelige titler                                                       |                                                 |                         |
| UbesatForrige indehaver af titlen:Georg                                              | Fyrste af Wales 1910–1936                       | Efterfølgende: Charles  |